# اسلام در ولز
اسلام در ولز بزرگترین دین غیر مسیحی این کشور محسوب می‌شود، در سرشماری سال ۲۰۱۱ میلادی حدود ۴۶،۰۰۰ نفر مسلمان در ولز ثبت شده‌است.
نخستین مهاجرت مسلمانان به ولز به قرن ۱۲ میلادی بازمی‌گردد. اما ساخت نخستین مسجد در این کشور به سال ۱۹۴۷ میلادی در شهر کاردیف باز می‌گردد.

## شرح‌حال مسلمانان ولز
- تأسیس شبکه مسلمانان در زمینهٔ پخش برنامه‌های ویژه دین اسلام
- در سال ۲۰۰۳ میلادی به نمایندگی از جامعه مسلمان، شورایی تحت‌عنوان شورای مسلمانان ولز تأسیس شد.[۴]
- در سال ۲۰۰۶ میلادی اولین گروه پیش‌آهنگی مسلمانان در شهر کاردیف ایجادشد.[۲]
- دانشگاه ولز در سال ۲۰۰۷ میلادی با کمک مالی (جامعهٔ اسلامی دانشجویان بریتانیا) مسجدی با تمامی امکانات در محوطه دانشگاه احداث کرد.[۲]
- در سال ۲۰۰۸ میلادی طرح ساخت مرکز اسلامی در شهر کارمارتن ایجادشد.[۵]
- در سال ۲۰۰۸ میلادی یک کالج آموزشی جهت آموزش روحانیان مسلمان در شهر للانیبیدر تأسیس شد.[۳]